# Jorge Mercado
Jorge Andrés Mercado Encinas es un jugador de baloncesto profesional mexicano, nacido en el estado de Sonora en el año 1980.

## Carrera Deportiva
Jorge Mercado comenzó a jugar baloncesto durante la temporada 2006 con los Barreteros de Zacatecas en la LNBP.
En el 2007 participó en la CIBACOPA con la Fuerza Guinda de Nogales.
Para el año 2008 volvió con los Barreteros de Zacatecas para jugar la temporada 2008-2009. 
En el 2009 fue campeón del CIBACOPA 2009 con los Mineros de Cananea.
Actualmente está dado de baja del equipo Barreteros de Zacatecas de la LNBP y se encuentra en búsqueda de un nuevo equipo.
- Datos: Q5935612